# فرانسیسکو سروندولو
فرانسیسکو سروندولو (اسپانیایی: Francisco Cerúndolo‎؛ زادهٔ ۱۳ اوت ۱۹۹۸) تنیس‌باز اهل آرژانتین است.
وی در مسابقات کشوری و بین‌المللی در مجموع برندهٔ ۱ مدال نقره شده‌است.